# OFC Futsal Championship 1996
Il secondo Oceanian Futsal Championship, disputato nel 1996 a Port Vila nelle isole Vanuatu dal 3 agosto all'8 agosto, viene considerato il secondo campionato continentale dell'Oceania per formazioni nazionali di calcio a 5.
Il girone, composto da quattro formazioni con gare di andata e ritorno, aveva il duplice scopo di eleggere la miglior formazione nazionale di calcio a 5 d'Oceania e di stabilire contestualmente la nazionale avente diritto alla qualificazione al quarto FIFA Futsal World Championship in programma in Spagna nel 1996. A farla da padrone nella breve manifestazione (6 giorni) fu l'Australia campione in carica, che vinse il girone con sei vittorie su sei gare, laureandosi campione continentale per la seconda volta e qualificandosi ai mondiali.

## Risultati e classifica
| Squadra   | Pti | G | V | N | P | GF | GS | DR  |
| --------- | --- | - | - | - | - | -- | -- | --- |
| Australia | 18  | 6 | 6 | 0 | 0 | 69 | 8  | +61 |
| Vanuatu   | 10  | 6 | 3 | 1 | 2 | 26 | 21 | +5  |
| Figi      | 7   | 6 | 2 | 1 | 3 | 26 | 31 | –5  |
| Samoa     | 0   | 6 | 0 | 0 | 6 | 17 | 78 | –61 |

| Qualificata per il FIFA Futsal World Championship 1996 |

| Port Vila 3 agosto 1996 | Figi | 0 – 5 | Australia |  |

| Port Vila 3 agosto 1996 | Vanuatu | 10 – 2 | Samoa |  |

| Port Vila 4 agosto 1996 | Figi | 1 – 2 | Vanuatu |  |

| Port Vila 4 agosto 1996 | Samoa | 1 – 23 | Australia |  |

| Port Vila 5 agosto 1996 | Australia | 4 – 1 | Vanuatu |  |

| Port Vila 5 agosto 1996 | Samoa | 1 – 11 | Figi |  |

| Port Vila 6 agosto 1996 | Australia | 11 – 1 | Figi |  |

| Port Vila 6 agosto 1996 | Samoa | 4 – 5 | Vanuatu |  |

| Port Vila 7 agosto 1996 | Australia | 21 – 2 | Samoa |  |

| Port Vila 7 agosto 1996 | Vanuatu | 5 – 5 | Figi |  |

| Port Vila 8 agosto 1996 | Figi | 8 – 6 | Samoa |  |

| Port Vila 8 agosto 1996 | Vanuatu | 3 – 5 | Australia |  |